# Kanton Embrun
Der Kanton Embrun ist seit 1790 ein französischer Kanton im Arrondissement Gap im Département Hautes-Alpes der Region Provence-Alpes-Côte d’Azur. Er umfasst acht Gemeinden und hat seinen Hauptort (frz.: bureau centralisateur) in Embrun.

## Gemeinden
Der Kanton besteht aus acht Gemeinden mit insgesamt 11.247 Einwohnern (Stand: 1. Januar 2022) auf einer Gesamtfläche von 392,92 km²:
| Gemeinde              | Einwohner 1. Januar 2022 | Fläche km² | Dichte Einw./km² | Code INSEE | Postleitzahl |
| --------------------- | ------------------------ | ---------- | ---------------- | ---------- | ------------ |
| Baratier              | 643                      | 15,99      | 40               | 05012      | 05200        |
| Châteauroux-les-Alpes | 1.223                    | 92,84      | 13               | 05036      | 05380        |
| Crévoux               | 122                      | 56,26      | 2                | 05044      | 05200        |
| Crots                 | 1.161                    | 53,84      | 22               | 05045      | 05200        |
| Embrun                | 6.387                    | 36,39      | 176              | 05046      | 05200        |
| Les Orres             | 510                      | 74,79      | 7                | 05098      | 05200        |
| Saint-André-d’Embrun  | 708                      | 38,63      | 18               | 05128      | 05200        |
| Saint-Sauveur         | 493                      | 24,18      | 20               | 05156      | 05200        |
| Kanton Embrun         | 11.247                   | 392,92     | 29               | 0505       | –            |

Sein Zuschnitt blieb während der landesweiten Neuordnung der Kantone im Jahr 2015 unverändert, nur der INSEE-Code wechselte von 0508 auf 0505.

## Politik
| Vertreter im Departementrat | Vertreter im Departementrat | Vertreter im Departementrat |
| Amtszeit                    | Namen                       | Partei                      |
| --------------------------- | --------------------------- | --------------------------- |
| 2001–2015                   | Richard Siri                | DVD                         |
| 2015–                       | Carole Chauvet Marc Viossat | UD                          |